# 尾道短期大学
尾道短期大学（おのみちたんきだいがく、英語: Onomichi Junior College）は、広島県尾道市久山田町1600に本部を置いていた日本の公立大学である。1950年に設置され、2004年に廃止された。大学の略称は尾短（おのたん）。

## 概要

### 大学全体
- 広島県尾道市に所在した日本の公立短期大学で、設置主体は尾道市。
- 国内で最初に認可された短期大学149校[注 1]の1校として、1950年に1学科40名体制で開学した[1]。以後は、順次学科の増設がなされ最終的には3学科となった。
- 2000年度の入学生を最後に[注釈 1]、2004年に短期大学としての使命を終える[3]。

### 教育および研究
- 尾道短期大学は国文・経済・経営情報の各専門教育が行われ、それぞれに卒業論文が課されていた。国文では『国文学報』、経済では「経済科研究会報」、経営情報では「卒業論文集」といった冊子に一部収録されている。

### 学風および特色
- 尾道短期大学は地域に開かれた大学を目指すべく、パソコン講座や国文学会公開講演会などの公開講座を行っていた。
- 外国人留学生を受け入れていた。
- ノートパソコン貸与制度があった[4]。
- 男女共学だったが、女子学生が圧倒的に多かった[5]。

## 沿革
- 1946年 尾道市立女子専門学校を創設。当時、国語科・生活科を置く[6]。
- 1949年
  - 10月 文部省[注釈 2]に短期大学[注 3]の設置認可に関する申請を以下の通り行う[注 4]。なお、学科・専攻は以下の通りとなっている[注 5]。
    - 国文学科 入学定員40
    - 家政学科 入学定員40
- 1950年
  - 3月14日 左記を以て短期大学の設置が文部省[注釈 2]より認可される[12][13]。但し、以下の通り変更あり。
    - 国文学科→国文学科 入学定員40
    - 家政学科 入学定員40→不認可

  - 4月1日 左記を以て尾道短期大学が上記の学科体制にて開学する[注 6]。
- 1951年
  - 4月1日 経済科[注 7]を増設[13]
- 1954年 学生数[16]/定員[17]
  -     - 国文科 107[注 8]/80
    - 経済科 279[注 9]/160
- 1962年
  - 4月1日 キャンパスを移転。
- 1963年
  - 4月1日 学科の入学定員を以下の通り変更する[18]。
    - 国文科 40→100
    - 経済科 80→200

  - 5月1日 学生数[19]/定員
    - 国文科 229[注 10]/140
    - 経済科 466[注 11]/280
- 1988年
  - 4月1日 経営情報学科[注 12]を増設[注釈 3]。
  - 5月1日 学生数[22]/定員
    - 国文科 女252/200
    - 経済科 523[注 13]/400
    - 経営情報学科 154[注 13]/100
- 1999年
  - 5月1日 学生数[23][5]/定員
    - 国文科 224[注 14]/200
    - 経済科 442[注 15]/400
    - 経営情報学科 229[注 16]/200
- 2000年
  - 4月1日 この年度をもって学生募集を最終とする[注釈 1]。
- 2004年
  - 3月31日 正式に廃止となる[3]。

## 基礎データ

### 所在地
- 広島県尾道市久山田町1600

## 教育および研究

### 組織

#### 学科[注 17]
- 国文科 入学定員100名
- 経済科 入学定員200名
- 経営情報学科 入学定員100名

#### 専攻科
- なし

#### 別科
- なし

#### 取得資格について
- 中学校教諭二種免許状の課程があった。
  - 国語：国文科[25]
  - 職業：経済科[26]。
- 概ね1954年度あたりまで高等学校教諭免許状も設置され、国文科で（国語）、経済科で（商業）となっていた[26]。

#### 附属機関
- 図書館

### 研究
- 『国文学報』[25][27]
- 経済科研究
- 『尾道短期大学研究紀要』[28]

## 学生生活

### 部活動・クラブ活動・サークル活動
- 尾道短期大学で活動していたクラブ活動[29]
  - 体育系： テニス・バレーボール・バドミントン・ソフトボール・バスケットボール・卓球・合気道ほか
  - 文化系：ユースホステル・文芸・書道・茶道・煎茶・美術・演劇・箏曲・写真・ガーデニング・軽音楽・映画研究・吹奏楽ほか。

### 学園祭
- 尾道短期大学の学園祭は「緑湖祭」と呼ばれていた[29]。

## 施設[30]

### キャンパス
- 設備：主たる建物は以下のものとなっていた。
  - 図書館：所蔵資料数は80,000冊となっていた。
  - 体育館
  - 学生会館

### 学生食堂
- 尾道短期大学の学生食堂（学食）は、当時「学生会館」内にあった[31]。

## 社会との関わり
- 公開講座が行われていた。1999年で通算23回目となっていた。ほか、パソコン・国文学会公開講演会も市民に開放していた

## 卒業後の進路について

### 編入学･進学実績[32]
- 国文科：広島大学・愛媛大学・愛知県立大学・京都橘女子大学・立命館大学・梅花女子大学・大谷女子大学・安田女子大学・徳島文理大学ほか
- 経済科：山口大学・香川大学・宮崎大学・姫路工業大学・下関市立大学・中央大学・大阪経済大学・奈良産業大学ほか
- 経営情報学科：産能大学・中部大学・関西大学・兵庫大学・福山平成大学ほか